# Braymer, Missouri
Braymer, Missouri (енгл. Braymer) град је у америчкој савезној држави Мисури.

## Демографија
По попису из 2010. године број становника је 878, што је 32 (-3,5%) становника мање него 2000. године.
| Група             | 2000.       | 2010.       |
| Белци             | 894 (98,2%) | 860 (97,9%) |
| Афроамериканци    | 0 (0,0%)    | 0 (0,0%)    |
| Азијати           | 3 (0,3%)    | 1 (0,1%)    |
| Хиспаноамериканци | 3 (0,3%)    | 2 (0,2%)    |
| Укупно            | 910         | 878         |